# Тит Квинкций Фламинин (консул 150 пр.н.е.)
Вижте пояснителната страница за други личности с името Тит Квинкций Фламинин.
Тит Квинкций Фламинин (на латински: Titus Quinctius Flamininus) e политик на Римската републиката през 2 век пр.н.е.
Син или племенник е на Тит Квинкций Фламинин (консул 198 пр.н.е.) и баща на Тит Квинкций Фламинин (консул 123 пр.н.е.).
През 150 пр.н.е. е избран за консул заедно с Маний Ацилий Балб.